# 多育珍珠菜
多育珍珠菜（学名：Lysimachia prolifera）是报春花科珍珠菜属的植物。分布在印度、锡金、缅甸、尼泊尔以及中国大陆的西藏、云南等地，生长于海拔2,700米至3,300米的地区，多生于山坡草地以及混交林下，目前尚未由人工引种栽培。